# Gonomyia intrepida
Gonomyia intrepida är en tvåvingeart som beskrevs av Alexander 1940. Gonomyia intrepida ingår i släktet Gonomyia och familjen småharkrankar. Inga underarter finns listade i Catalogue of Life.